# Enric II de Rodés
Enric II de Rodés (c. 1236 - 4 de setembre de 1304) va ser un noble occità i trobador. Va ostentar els títols de comte de Rodés i vescomte de Carlat des del 1274 fins a la seva mort.

## Biografia
Enric de Rodés era fill del comte de Rodés, Hug IV, i d'Isabel de Ròcafuèlh, filla de Ramon II de Ròcafuèlh i de la seva dona Delfina de Turena. Es va quedar vidu de la seva segona esposa, Mascarosa, després del 1291, any en què ella va dictar les darreres voluntats.
El 1301 Enric va fer testament i convertia a la seva filla Cecília en l'hereva del comtat de Rodés, mentre que deixava feus menors a les altres filles.
Segons un manuscrit del convent de Rodés, Enric II va morir el 4 de setembre de 1304 i va ser enterrat al monestir de Bonval, al costat del seu pare.

## Mecenes i trobador
Enric II de Rodés va ser trobador i mecenes de trobadors. La seva curta Vida ens parla d'un intercanvi d'apariats entre ell i Uc de Sant Circ, on el comte de Rodés assegura haver ajudat Uc amb el seu generós mecenatge. Altres trobadors que van rebre el mecenatge d'Enric II van ser Guiraut Riquier, Folquet de Lunèl, Cerverí de Girona i Bertran Carbonel.
Han perviscut cinc composicions seves, totes dialogades i quatre de les quals amb Guiraut Riquierː
- Guillem de Mur, un enujos (140.1b = 226.5)[6] [[[tençó]] amb Guilhem de Mur]

- De so don yeu soy doptos (226.1 = 248.25 = 140.1a = 296.1) [[[tornejament]] amb Guillem de Mur, Guiraut Riquier i el Marques de Canillac]

- Senhe n'Austorc d'Alboy, lo coms plazens (248.74 = 38.1 = 140.1d) [entre Guiraut Riquier, Austorc d'Alboy i Enric]

- Guiraut Riquier, segon vostr'essien (226.8 = 248.42 = 140.1ca) [[[partiment]] de Guiraut Riquier i Guilhem de Mur, amb Enric fent de jutge; vers 1270]

- Senhe n'Enric, us reys un ric avar (248.76 = 140.2 = 18.1) [amb Guiraut Riquier i "Peire Pelet, senher d'Alest"]

## Núpcies i descendència
Enric II s'havia casat el 1256 amb Marquesa, filla de Barral (senyor dels Baus i vescomte de Marsella) i de Sibil·la d'Andusa. Marquesa va morir aviat (abans de 1270), però va tenir una filla amb Enricː
- Isabel († després del 1325), que va heretar el vescomtat de Carlat i es va casar amb el trobador Jofre V, senyor de Pons.[4]

Després de quedar vidu, Enric II es va casar en segones núpcies amb Mascarosa, filla del comte de Comenge, Bernat VI, i de Teresa, de qui no se'n sap res.Enric i Mascarosa van tenir tres fillesː
- Valpurga, que va heretar el vescomtat de Creissel i la senyoria de Ròcafuèlh, i es va casar el 1298 amb Gastó d'Armanyac (mort el 1326), vescomte de Fesensaguet.

- Cecília (1272-1313), comtessa de Rodés. Es va casar el 1298 amb Bernat VI, comte d'Armagnac i Fesenzac.

- Beatriu († després del 1315), que va heretar les senyories d'Ecoralhas i Sant Cristòfol, i es va casar el 1295 amb Bernat III, senyor de La Tor (mort el 1325).

El 1292 Enric II va tornar a enviudar. El 1302 es va casar en terceres núpcies amb Anna de Poitiers († 1351), filla d'Aimar III de Valentinès. Després que Anna quedés vídua el 1304, es va tornar a casar, el 1313 amb Joan I, delfí d'Alvèrnia.
Enric i Anna no van tenir descendència.